# العلاقات الصومالية اللاوسية
العلاقات الصومالية اللاوسية هي العلاقات الثنائية التي تجمع بين الصومال ولاوس.

## مقارنة بين البلدين
هذه مقارنة عامة ومرجعية للدولتين:
| وجه المقارنة                                              | الصومال                        | لاوس        |
| --------------------------------------------------------- | ------------------------------ | ----------- |
| المساحة (كم2)                                             | 637.66 ألف                     | 236.80 ألف  |
| عدد السكان (نسمة)                                         | 14.74 مليون                    | 6.86 مليون  |
| الكثافة السكانية (ن./كم²)                                 | 23.12                          | 28.97       |
| العاصمة                                                   | مقديشو                         | فيينتيان    |
| اللغة الرسمية                                             | اللغة الصومالية، اللغة العربية | اللغة اللاو |
| العملة                                                    | شلن صومالي                     | كيب لاوي    |
| الناتج المحلي الإجمالي (بليون دولار)                      | 7.37 مليار                     | 16.85 مليار |
| الناتج المحلي الإجمالي (تعادل القوة الشرائية) بليون دولار |                                | 38.71 مليار |
| الناتج المحلي الإجمالي الاسمي للفرد دولار أمريكي          | 549                            | 1.82 ألف    |
| الناتج المحلي الإجمالي للفرد دولار أمريكي                 |                                |             |
| مؤشر التنمية البشرية                                      |                                | 0.575       |
| رمز المكالمات الدولي                                      | +252                           | +856        |
| رمز الإنترنت                                              | .so                            | .la         |
| المنطقة الزمنية                                           | ت ع م+03:00                    | ت ع م+07:00 |

## منظمات دولية مشتركة
يشترك البلدان في عضوية مجموعة من المنظمات الدولية، منها:
| علم المنظمة | اسم المنظمة                   | تاريخ انضمام الصومال | تاريخ انضمام لاوس |
| ----------- | ----------------------------- | -------------------- | ----------------- |
|             | مؤسسة التنمية الدولية         | 31 أغسطس 1962        | 28 أكتوبر 1963    |
|             | يونسكو                        | 15 نوفمبر 1960       | 9 يوليو 1951      |
|             | منظمة حظر الأسلحة الكيميائية  | ?                    | ?                 |
|             | مؤسسة التمويل الدولية         | 31 أغسطس 1962        | 29 يناير 1992     |
|             | الأمم المتحدة                 | 20 سبتمبر 1960       | 14 ديسمبر 1955    |
|             | منظمة الشرطة الجنائية الدولية | ?                    | ?                 |
|             | البنك الدولي للإنشاء والتعمير | 31 أغسطس 1962        | 5 يوليو 1961      |

## وصلات خارجية
- موقع وزارة الخارجية الصومالية
- موقع وزارة الخارجية اللاوسية